# Caparaonia itaiquara
Genre
Espèce
Caparaonia itaiquara, unique représentant du genre Caparaonia, est une espèce de sauriens de la famille des Gymnophthalmidae.

## Répartition
Cette espèce est endémique du Brésil. Elle se rencontre dans le parc national du Caparaó en Espírito Santo et au Minas Gerais.

## Étymologie
Le nom de ce genre, Caparaonia, signifie « de Caparaó », en référence à la Serra do Caparaó où l'espèce-type a été trouvée. Le nom spécifique, itaiquara, vient de la langue des Tupis et signifie « celui qui habite les rochers », en référence à l'habitat fréquent de ce lézard.

## Publication originale
- Rodrigues, Cassimiro, Pavan, Curcio, Verdade & Pellegrino, 2009 : A New Genus of Microteiid Lizard from the Caparaó Mountains, Southeastern Brazil, with a Discussion of Relationships among Gymnophthalminae (Squamata). American Museum Novitates, no 3673, p. 1-28 (texte intégral).